# Handball-FDGB-Pokal 1986/87 (Frauen)
Der Handball-FDGB-Pokal der Frauen wurde mit der Saison 1986/87 zum 17. Mal ausgetragen. Beim Endrunden-Turnier in Cottbus sicherte sich der SC Leipzig den Titel und damit die Teilnahme am Europapokal der Pokalsieger. Wie bei ihrem letzten Titelgewinn 1983 verwiesen sie den TSC Berlin auf den zweiten Platz.

## Teilnehmende Mannschaften
Für den FDGB-Pokal hatten sich folgende 64 Mannschaften qualifiziert:
| DDR-Oberliga die 10 Vereine der Saison 1986/87 | DDR-Liga die 24 Vereine der Saison 1986/87 | Bezirksvertreter die 25 Vereine aus der Saison 1985/86 (Meister, Pokalsieger bzw. Pokalfinalisten) die 5 DDR-Liga Absteiger der Saison 1985/86 |
| - ASK Vorwärts Frankfurt/O. (TV) - SC Magdeburg - TSC Berlin - SC Leipzig - SC Empor Rostock - BSG Sachsenring Zwickau - BSG Umformtechnik Erfurt - TSG Wismar - BSG Einheit/Sirokko Neubrandenburg - BSG Halloren Halle (TV) – Titelverteidiger | Staffel Nord - BSG Lokomotive Rangsdorf - SC Empor Rostock II - TSC Berlin II - BSG Chemie “W.-P.-St.” Guben - BSG Motor Mitte Magdeburg - BSG FIKO Rostock - ASK Vorwärts Frankfurt/O. II - BSG EAW Treptow - SG Lok/Motor Süd-Ost Magdeburg - BSG Schiffselektronik Rostock - BSG Stahl Eisenhüttenstadt - BSG Aufbau/Chemie Schwerin Staffel Süd - TSG Calbe - SC Magdeburg II - SC Leipzig II - BSG Blaue Schwerter Meißen - BSG Post Halberstadt - BSG Turbine Leipzig - BSG Fortschritt Weißenfels - HSG TU Dresden - BSG Wismut Schneeberg - BSG Motor Leipzig West - BSG Sachsenring Zwickau II - BSG Halloren Halle II | - Bezirk Rostock BSG Einheit Pädagogik Rostock HSG Wissenschaft Wismar - Bezirk Schwerin BSG Lokomotive Bützow - Bezirk Neubrandenburg BSG Einheit/Sirokko Neubrandenburg II BSG Traktor Lychen - Bezirk Potsdam BSG Motor Hennigsdorf BSG Motor Falkensee BSG Lokomotive Rangsdorf II - Ost-Berlin BSG Empor Brandenburger Tor HSG Humboldt-Uni Berlin - Bezirk Frankfurt (Oder) BSG Chemie PCK Schwedt BSG WGK Frankfurt/O. - Bezirk Magdeburg BSG Traktor Förderstedt BSG Einheit-Empor Zerbst - Bezirk Halle BSG Chemie Wolfen-Nord - Bezirk Leipzig BSG Lokomotive Delitzsch - Bezirk Cottbus BSG Fortschritt Cottbus BSG Chemie Weißwasser BSG Motor Forst - Bezirk Dresden BSG Traktor Lommatzsch BSG Empor Dresden-Mitte BSG Turbine Dresden - Bezirk Karl-Marx-Stadt BSG Wismut Schneeberg II - Bezirk Erfurt BSG Finanzen Gotha ASG Vorwärts Eisenach BSG Umformtechnik Erfurt II - Bezirk Gera BSG Motor Hermsdorf BSG Lokomotive Gera - Bezirk Suhl BSG Chemie IW Ilmenau BSG Plasta Sonneberg |

## Modus
In sechs Runden, die alle im K.-o.-System ausgespielt wurden, wurde der sechste Teilnehmer für das Endrunden-Turnier ermittelt. An der ersten Hauptrunde nahmen die Mannschaften aus der Handball-DDR-Liga und die qualifizierten Bezirksvertreter teil. Ab der zweiten Hauptrunde kamen dann die fünf Betriebssportgemeinschaften bzw. Sportgemeinschaften aus der Handball-DDR-Oberliga dazu. Die Auslosung erfolgte in beiden Runden nach möglichst territorialen Gesichtspunkten, bevor ab der 3. Hauptrunde frei gelost wurde. In allen Runden hatten die Bezirksvertreter Heimvorteil gegenüber höherklassigen Mannschaften. Im Endrunden-Turnier, welches im Modus „Jeder gegen Jeden“ ausgetragen wurde, traf der Qualifikationssieger auf die gesetzten fünf Sportclub Mannschaften aus der DDR-Oberliga.

## 1. Hauptrunde
| Datum            |                                       | Ergebnis |                                |
| ---------------- | ------------------------------------- | -------- | ------------------------------ |
| Sa 20.09., 13:00 | BSG Traktor Förderstedt               | 22:32    | SC Magdeburg II                |
| Sa 20.09., 13:00 | ASG Vorwärts Eisenach                 | 26:15    | BSG Chemie IW Ilmenau          |
| Sa 20.09., 13:30 | BSG Fortschritt Weißenfels            | 21:26    | BSG Chemie “W.-P.-St.” Guben   |
| Sa 20.09., 14:30 | BSG EAW Treptow                       | 26:25    | BSG Halloren Halle II          |
| Sa 20.09., 14:30 | BSG Einheit-Empor Zerbst              | 15:09    | BSG Post Halberstadt           |
| Sa 20.09., 14:30 | BSG Plasta Sonneberg                  | 12:29    | BSG Umformtechnik Erfurt II    |
| Sa 20.09., 16:00 | BSG FIKO Rostock                      | 22:18    | SC Empor Rostock II            |
| Sa 20.09., 16:00 | BSG Stahl Eisenhüttenstadt            | 12:19    | ASK Vorwärts Frankfurt/O. II   |
| Sa 20.09., 16:00 | HSG Wissenschaft Wismar               | 15:14    | BSG Aufbau/Chemie Schwerin     |
| Sa 20.09., 16:00 | BSG Einheit/Sirokko Neubrandenburg II | 10:13    | TSG Calbe                      |
| Sa 20.09., 16:00 | BSG Einheit Pädagogik Rostock         | 22:20    | BSG Schiffselektronik Rostock  |
| Sa 20.09., 16:00 | BSG WGK Frankfurt/O.                  | 40:15    | BSG Lokomotive Bützow          |
| Sa 20.09., 16:00 | BSG Motor Falkensee                   | 12:38    | BSG Lokomotive Rangsdorf       |
| Sa 20.09., 16:00 | BSG Lokomotive Rangsdorf II           | 08:17    | HSG Humboldt-Uni Berlin        |
| Sa 20.09., 16:00 | BSG Traktor Lychen                    | 16:22    | SG Lok/Motor Süd-Ost Magdeburg |
| Sa 20.09., 16:00 | BSG Fortschritt Cottbus               | 12:27    | BSG Motor Mitte Magdeburg      |
| Sa 20.09., 16:00 | BSG Motor Hennigsdorf                 | 23:15    | BSG Chemie Wolfen-Nord         |
| Sa 20.09., 16:00 | BSG Chemie Weißwasser                 | 08:12    | BSG Chemie PCK Schwedt         |
| Sa 20.09., 16:00 | BSG Finanzen Gotha                    | 13:25    | BSG Sachsenring Zwickau II     |
| Sa 20.09., 16:00 | BSG Traktor Lommatzsch                | 17:13    | BSG Motor Leipzig West         |
| Sa 20.09., 16:00 | BSG Lokomotive Delitzsch              | 15:22    | BSG Wismut Schneeberg          |
| Sa 20.09., 16:00 | BSG Motor Hermsdorf                   | 10:25    | BSG Turbine Leipzig            |
| Sa 20.09., 16:00 | BSG Turbine Dresden                   | 14:11    | BSG Empor Dresden-Mitte        |
| Sa 20.09., 16:00 | BSG Motor Forst                       | 09:30    | SC Leipzig II                  |
| Sa 20.09., 16:00 | BSG Wismut Schneeberg II              | 11:26    | BSG Blaue Schwerter Meißen     |
| Sa 20.09., 17:30 | BSG Empor Brandenburger Tor           | 11:19    | TSC Berlin II                  |
| Sa 04.10., 16:00 | BSG Lokomotive Gera                   | 7:8      | HSG TU Dresden                 |

1. ↑  BSG Motor Leipzig West wurde nachträglich zum Sieger erklärt

## 2. Hauptrunde
| Datum            |                                | Ergebnis |                                    |
| ---------------- | ------------------------------ | -------- | ---------------------------------- |
| Sa 01.11., 13:00 | BSG Einheit Pädagogik Rostock  | 08:16    | HSG Wissenschaft Wismar            |
| Sa 01.11., 13:00 | SG Lok/Motor Süd-Ost Magdeburg | 15:23    | SC Magdeburg II                    |
| Sa 01.11., 14:30 | BSG Motor Hennigsdorf          | 13:19    | TSG Wismar                         |
| Sa 01.11., 16:00 | BSG Chemie PCK Schwedt         | 14:16    | BSG WGK Frankfurt/O.               |
| Sa 01.11., 16:00 | HSG Humboldt-Uni Berlin        | 19:24    | BSG FIKO Rostock                   |
| Sa 01.11., 16:00 | TSG Calbe                      | 18:21    | BSG Einheit/Sirokko Neubrandenburg |
| Sa 01.11., 16:00 | ASK Vorwärts Frankfurt/O. II   | 17:18    | TSC Berlin II                      |
| Sa 01.11., 16:00 | BSG Lokomotive Rangsdorf       | 26:15    | BSG Motor Mitte Magdeburg          |
| Sa 01.11., 16:00 | ASG Vorwärts Eisenach          | 21:25    | BSG Blaue Schwerter Meißen         |
| Sa 01.11., 16:00 | BSG Turbine Leipzig            | 27:15    | BSG Sachsenring Zwickau II         |
| Sa 01.11., 16:00 | BSG Einheit-Empor Zerbst       | 14:22    | BSG Chemie “W.-P.-St.” Guben       |
| Sa 01.11., 16:00 | BSG Motor Leipzig West         | 09:28    | BSG Sachsenring Zwickau            |
| Sa 01.11., 16:00 | HSG TU Dresden                 | 08:28    | BSG Umformtechnik Erfurt           |
| Sa 01.11., 16:00 | BSG EAW Treptow                | 23:21    | BSG Halloren Halle                 |
| Sa 01.11., 16:15 | SC Leipzig II                  | 32:18    | BSG Wismut Schneeberg              |
| Sa 15.11., 16:00 | BSG Umformtechnik Erfurt II    | 17:11    | BSG Turbine Dresden                |

1. ↑  BSG Wismut Schneeberg wurde nachträglich zum Sieger erklärt

## 3. Hauptrunde
| Datum            |                              | Ergebnis |                                    |
| ---------------- | ---------------------------- | -------- | ---------------------------------- |
| Sa 13.12., 15:00 | BSG FIKO Rostock             | 30:13    | BSG EAW Treptow                    |
| Sa 13.12., 16:00 | HSG Wissenschaft Wismar      | 18:39    | TSC Berlin II                      |
| Sa 13.12., 16:00 | BSG Chemie “W.-P.-St.” Guben | 23:17    | BSG Turbine Leipzig                |
| Sa 13.12., 16:00 | BSG Umformtechnik Erfurt II  | 14:26    | BSG Einheit/Sirokko Neubrandenburg |
| Sa 13.12., 16:00 | SC Magdeburg II              | 21:26    | TSG Wismar                         |
| Sa 13.12., 16:00 | BSG WGK Frankfurt/O.         | 18:20    | BSG Blaue Schwerter Meißen         |
| Sa 13.12., 16:00 | BSG Lokomotive Rangsdorf     | 19:15    | BSG Sachsenring Zwickau            |
| Sa 13.12., 16:00 | BSG Wismut Schneeberg        | 19:22    | BSG Umformtechnik Erfurt           |

## 4. Hauptrunde
| Datum            |                              | Ergebnis |                                    |
| ---------------- | ---------------------------- | -------- | ---------------------------------- |
| Sa 10.01., 16:00 | TSC Berlin II                | 33:25    | BSG Lokomotive Rangsdorf           |
| Sa 10.01., 16:00 | BSG FIKO Rostock             | 17:15    | TSG Wismar                         |
| Sa 10.01., 16:00 | BSG Chemie “W.-P.-St.” Guben | 18:15    | BSG Einheit/Sirokko Neubrandenburg |
| Sa 10.01., 16:00 | BSG Blaue Schwerter Meißen   | 21:25    | BSG Umformtechnik Erfurt           |

## 5. Hauptrunde
| Datum            |                  | Ergebnis |                              |
| ---------------- | ---------------- | -------- | ---------------------------- |
| Sa 07.03., 16:00 | TSC Berlin II    | 24:18    | BSG Chemie “W.-P.-St.” Guben |
| Sa 07.03., 16:00 | BSG FIKO Rostock | 30:24    | BSG Umformtechnik Erfurt     |

## 6. Hauptrunde
|               | Gesamt |                  | Hinspiel | Rückspiel |
| ------------- | ------ | ---------------- | -------- | --------- |
| TSC Berlin II | 50:45  | BSG FIKO Rostock | 28:20    | 22:25     |

 Qualifikant für das Endrunden-Turnier

## Endrunde
Hauptspielort der Endrunde, die vom 26. bis 30. Mai 1987 ausgetragen wurde, war die Sporthalle der 26. Polytechnischen Oberschule (POS) in Cottbus. Jeweils zwei Spiele wurden in der Chemiesporthalle der Wilhelm-Pieck-Stadt Guben und der Jahnsporthalle in Hoyerswerda ausgetragen.

### Spiele
1. Spieltag:
| Datum            |                           | Ergebnis |                  | Spielort                  |
| ---------------- | ------------------------- | -------- | ---------------- | ------------------------- |
| Di 26.05., 16:30 | TSC Berlin                | 24:22    | SC Magdeburg     | Cottbus                   |
| Di 26.05., 18:20 | SC Leipzig                | 19:18    | SC Empor Rostock | Cottbus                   |
| Di 26.05., 18:30 | ASK Vorwärts Frankfurt/O. | 29:21    | TSC Berlin II    | Wilhelm-Pieck-Stadt Guben |

2. Spieltag:
| Datum            |                           | Ergebnis |                  | Spielort    |
| ---------------- | ------------------------- | -------- | ---------------- | ----------- |
| Mi 27.05., 17:00 | ASK Vorwärts Frankfurt/O. | 21:28    | SC Magdeburg     | Cottbus     |
| Mi 27.05., 17:30 | TSC Berlin II             | 26:28    | SC Empor Rostock | Hoyerswerda |
| Mi 27.05., 18:20 | TSC Berlin                | 23:21    | SC Leipzig       | Cottbus     |

3. Spieltag:
| Datum            |                  | Ergebnis |                           | Spielort                  |
| ---------------- | ---------------- | -------- | ------------------------- | ------------------------- |
| Do 28.05., 17:00 | TSC Berlin       | 32:27    | TSC Berlin II             | Cottbus                   |
| Do 28.05., 17:30 | SC Magdeburg     | 22:23    | SC Leipzig                | Wilhelm-Pieck-Stadt Guben |
| Do 28.05., 18:20 | SC Empor Rostock | 23:17    | ASK Vorwärts Frankfurt/O. | Cottbus                   |

4. Spieltag:
| Datum            |                  | Ergebnis |                           | Spielort    |
| ---------------- | ---------------- | -------- | ------------------------- | ----------- |
| Fr 29.05., 17:00 | SC Empor Rostock | 20:24    | SC Magdeburg              | Cottbus     |
| Fr 29.05., 17:30 | TSC Berlin II    | 11:28    | SC Leipzig                | Hoyerswerda |
| Fr 29.05., 18:20 | TSC Berlin       | 15:23    | ASK Vorwärts Frankfurt/O. | Cottbus     |

5. Spieltag:
| Datum            |                           | Ergebnis |                  | Spielort |
| ---------------- | ------------------------- | -------- | ---------------- | -------- |
| Sa 30.05., 09:15 | SC Magdeburg              | 23:27    | TSC Berlin II    | Cottbus  |
| Sa 30.05., 10:30 | TSC Berlin                | 16:16    | SC Empor Rostock | Cottbus  |
| Sa 30.05., 11:45 | ASK Vorwärts Frankfurt/O. | 25:27    | SC Leipzig       | Cottbus  |

### Abschlusstabelle
| Pl. | Mannschaft                | Sp. | S | U | N | Tore    | Diff. | Punkte |
| --- | ------------------------- | --- | - | - | - | ------- | ----- | ------ |
| 1.  | SC Leipzig                | 5   | 4 | 0 | 1 | 118:990 | +19   | 08:20  |
| 2.  | TSC Berlin                | 5   | 3 | 1 | 1 | 110:109 | +1    | 07:30  |
| 3.  | SC Empor Rostock          | 5   | 2 | 1 | 2 | 105:102 | +3    | 05:50  |
| 4.  | SC Magdeburg              | 5   | 2 | 0 | 3 | 119:115 | +4    | 04:60  |
| 5.  | ASK Vorwärts Frankfurt/O. | 5   | 2 | 0 | 3 | 115:114 | +1    | 04:60  |
| 6.  | TSC Berlin II             | 5   | 1 | 0 | 4 | 112:140 | −28   | 02:80  |

Platzierungskriterien: 1. Punkte – 2. Direkter Vergleich (Punkte, Tordifferenz, geschossene Tore) – 3. Tordifferenz – 4. geschossene Tore

### Torschützenliste
Torschützenkönigin des Endturniers wurde Katja Kittler vom SC Empor Rostock mit 43 Toren.
|     | Spieler          | Verein           | Tore / 7m |
| --- | ---------------- | ---------------- | --------- |
| 01. | Katja Kittler    | SC Empor Rostock | 43 / 19   |
| 02. | Kornelia Kunisch | SC Magdeburg     | 34 / 02   |